# 1304 w polityce

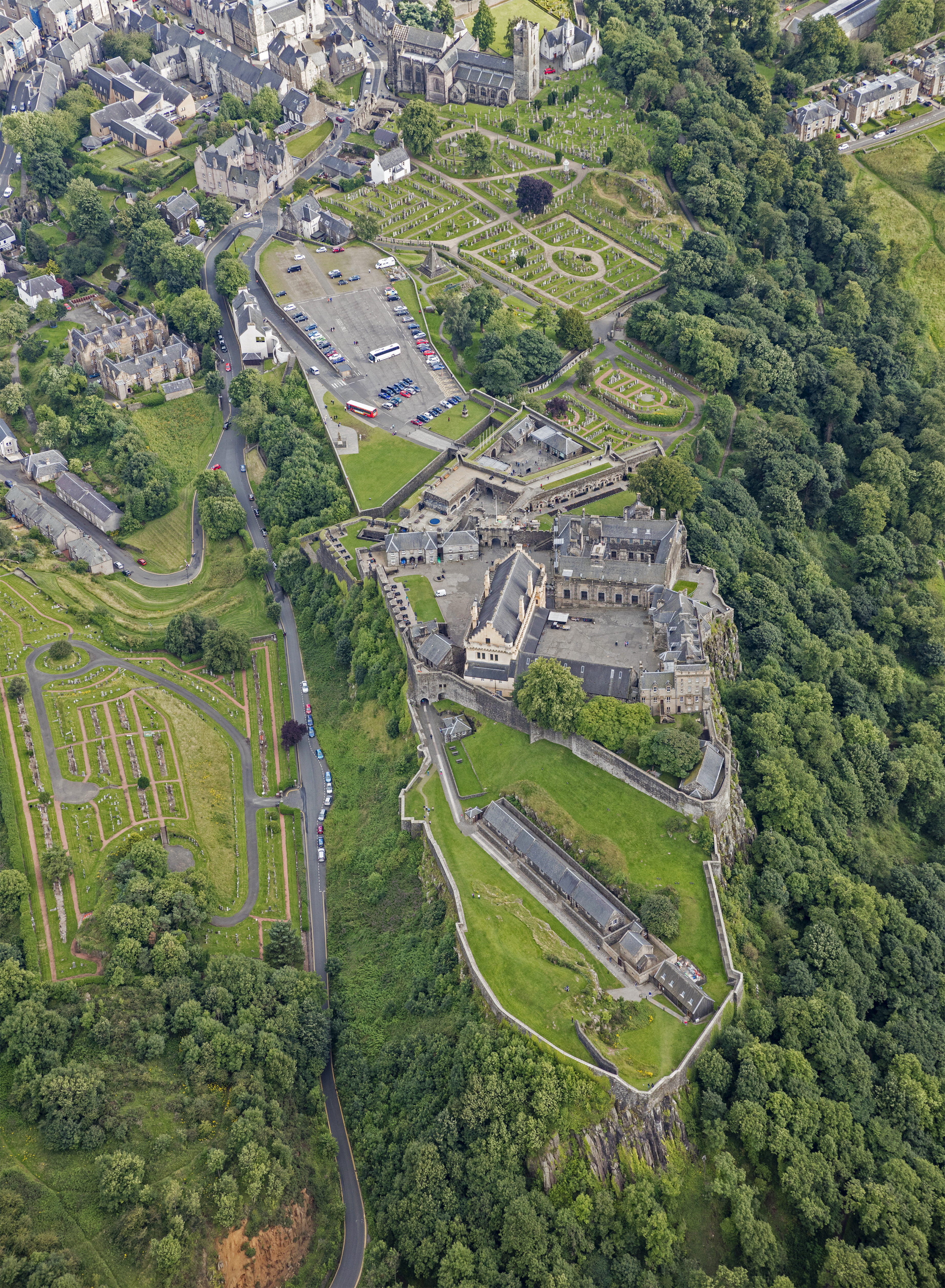
Zamek Stirling

Wydarzenia polityczne w 1304 roku.

## Wydarzenia
- 20 lipca Król Anglii Edward I Długonogi zdobył zamek w Stirling w Szkocji[1].
- Nieudana próba opanowania Węgier przez Wacława II[2][3].

## Zmarli
- 18 sierpnia Wilhelm von Jülich, przywódca powstania mieszczan flamandzkich[4].
- 11 października Konrad II Garbaty, książę ścinawski (1278-1284) i żagański (1284-1304)[5].